# Canthidermis maculata
Canthidermis maculata es una especie de peces de la familia Balistidae en el orden de los Tetraodontiformes.

## Morfología
Pueden llegar alcanzar los 50 cm de longitud total.

## Distribución geográfica
Se encuentra en las  costas del Pacífico Occidental (desde Hokkaido hasta la Polinesia Francesa), del Pacífico Oriental (desde México  hasta el Perú, incluyendo las Islas Galápagos), de Atlántico Occidental (desde Carolina del Norte y Bermuda hasta Sudamérica), del Atlántico Oriental (Cabo Verde y la costa occidental  africana) y en las costas occidentales del Océano Índico ( Sudáfrica y Reunión ).